# Rickey Paulding
Rickey Paulding (* 23. Oktober 1982 in Detroit, Michigan) ist ein ehemaliger US-amerikanischer Basketballspieler.

## Laufbahn
Paulding spielte von 2000 bis 2004 an der University of Missouri in der NCAA-Division I und tat sich in der College-Basketballmannschaft der Missouri Tigers, insbesondere in seinen letzten beiden Jahren, als Spieler mit Zug zum Korb hervor, der seine Schnelligkeit und Sprungkraft gewinnbringend einzusetzen wusste. In der Saison 2002/03 erzielte er im Schnitt 17,4 und 2003/04 15,1 Punkte je Begegnung. Mit insgesamt 1673 Punkten stand er auf dem achten Platz in der ewigen Korbjägerliste der University of Missouri.
Der 1,96 m große und 100 kg schwere Paulding wurde beim NBA Draft 2004 an 54. Stelle von den Detroit Pistons ausgewählt. Den Sprung in die NBA schaffte er nicht, Paulding begann seine Laufbahn als Berufsbasketballspieler beim israelischen Klub Hapoel Jerusalem und wechselte 2005 nach Frankreich zu ASVEL Lyon-Villeurbanne. Ihm gelangen im Laufe der Saison 2005/06 bei 24 Einsätzen in der ersten französischen Liga im Schnitt 9,7 Punkte. In der Sommerpause 2006 wechselte er innerhalb Frankreichs von Lyon-Villeurbanne zu Gravelines-Dunkerque. Der US-Amerikaner lief während des Spieljahres 2006/07 in 33 Ligaspielen für Gravelines-Dunkerque auf und kam auf 13,2 Punkte pro Partie.

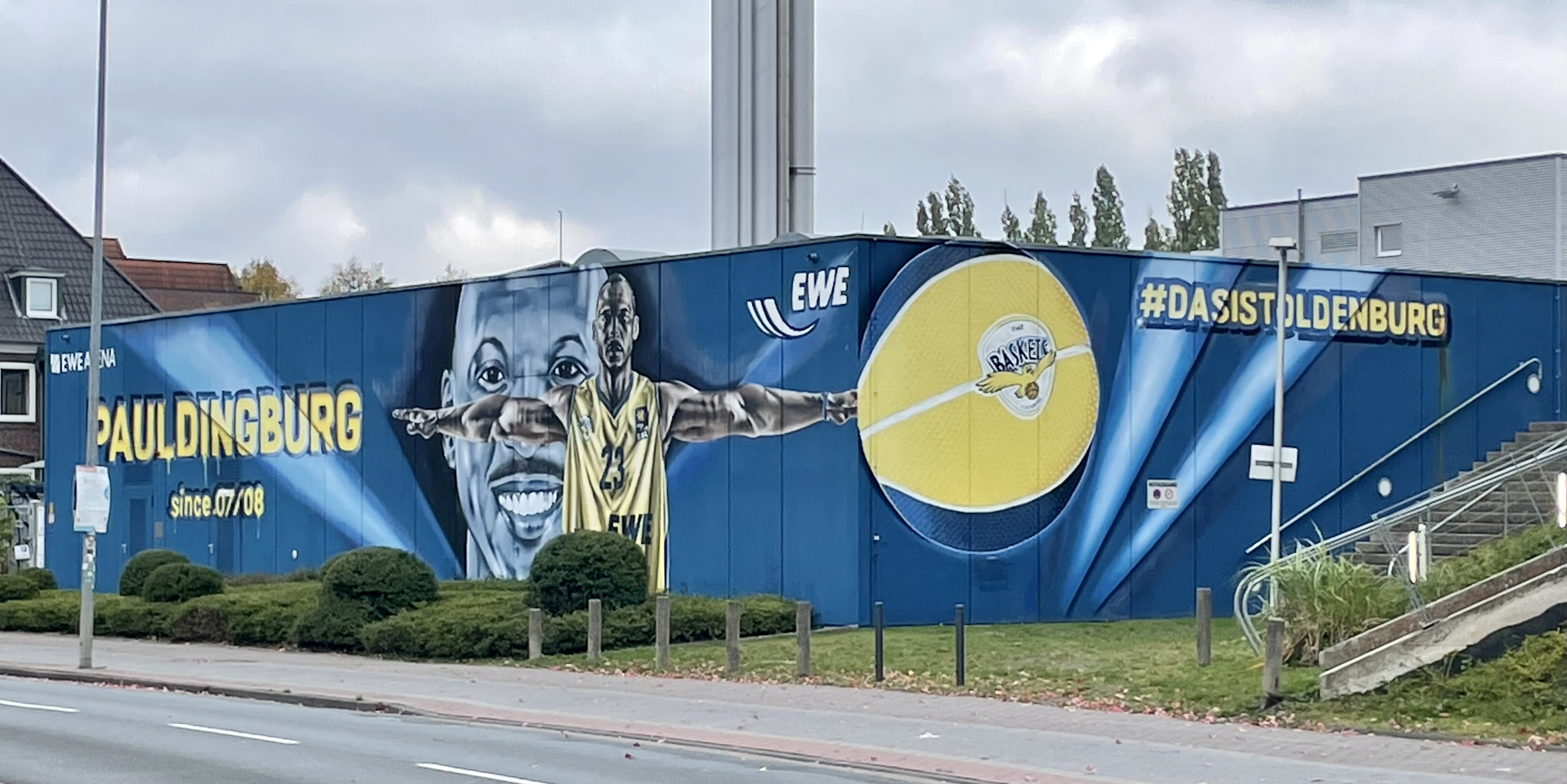
Rickey-Paulding-Graffito an der EWE Arena in Oldenburg

Zur Saison 2007/08 wechselte der auf den Positionen Shooting Guard und Small Forward spielende Rickey Paulding in die Basketball-Bundesliga zu den EWE Baskets aus Oldenburg, wo er einen Dreijahresvertrag unterschrieb. Mit den Oldenburgern gewann er in der Saison 2008/09 den deutschen Meistertitel und wurde zum MVP der Finalserie gewählt. Paulding, der in Oldenburg Mannschaftskapitän wurde, verlängerte seinen Vertrag bei den EWE Baskets insgesamt sechsmal. Der Vertrag lief bis zum Ende der Saison 2021/22. Seine Treue zu Oldenburg erklärte der US-Amerikaner damit, dass er und seine Frau in Folge des Wechsels nach Niedersachsen schnell gemerkt hätten, in der Stadt als Familie zusammenleben und ihre Kinder aufziehen zu wollen. Deshalb verzichtete Paulding in den Folgejahren eigener Aussage nach darauf, Angebote anderer Vereine anzunehmen. 2016 wurde Paulding, den Trainer Mladen Drijenčić 2019 als „Herz und der Anführer“ seiner Mannschaft bezeichnete, mit einem Wandgemälde an der Spielstätte der Oldenburger Mannschaft geehrt. Versehen wurde das Kunstwerk mit der seinen Nachnamen sowie die Stadt verknüpfende Wortschöpfung „Pauldingburg“. In den Spieljahren 2008/09, 2016/17 und 2017/18 wurde der US-Amerikaner, den neben seiner Offensivkraft insbesondere Trainingsfleiß und eine professionelle Einstellung auszeichnen, per Zuschauerabstimmung zum beliebteste Spieler der Bundesliga gewählt.
Im Allstar-Spiel der Bundesliga spielte er sowohl 2008 als auch 2009, 2010, 2011, 2012, 2013 und 2017 für die Nord-Auswahl der BBL beziehungsweise die Auswahl der ausländischen Spieler. 2009 war er der erfolgreichste Korbschütze auf Seiten des siegreichen Nordens.
Im März 2020 überholte Paulding Julius Jenkins als Spieler mit den meisten getroffenen Dreipunktwürfen in der Bundesliga-Geschichte. Im November 2020 übersprang er die Marke von 7000 in der Bundesliga erzielten Punkten. Das war in der vorherigen Ligageschichte nur Mike Jackel gelungen.
Am 29. April 2022 bestritt Paulding sein letztes Heimspiel für die EWE Baskets Oldenburg. Er erzielte beim 113:87 gegen s.Oliver Würzburg 18 Punkte. Er wurde mit einer vom Fanclub Thunderstorm Oldenburg durchgeführten Choreografie in der erstmals seit Beginn der COVID-19-Pandemie mit 6000 Menschen gefüllten EWE Arena gefeiert. Nach 15 Jahren bei den Oldenburgern beendete der 39-Jährige seine Karriere. Insgesamt kam er in der Bundesliga auf 7959 Punkte. Beim Abschiedsspiel Anfang Juni 2022 wurde sein Trikot mit der Nummer 23 unter der Hallendecke aufgehängt. Die von ihm getragene Rückennummer wird bei den Oldenburgern zu Ehren Pauldings nicht mehr vergeben. Die Stadt Oldenburg verlieh Paulding das Große Stadtsiegel, in einer Feierstunde im Rathaus trug sich der US-Amerikaner ins Gästebuch der Stadt ein. Er kehrte mit seiner Familie in die Vereinigten Staaten zurück.

## Erfolge und Auszeichnungen
- Deutscher Meister: Saison 2008/09
- Deutscher Vizemeister: 2013, 2017
- BBL Finals MVP: 2008/2009
- BBL Most Likeable Player: 2009, 2017, 2018
- Deutscher Pokalsieger: 2015
- BBL All-First-Team: 2016

## Sonstiges
Paulding ist verheiratet und hat drei Kinder. In den Sommermonaten veranstaltet er in seinem Heimatland Basketballtrainingslager für Kinder. In der spielfreien Zeit kehrte er jeweils mit seiner Familie nach Lee’s Summit in den US-Bundesstaat Missouri zurück. Dort ließ er sich auch nach seinem Abschied aus Oldenburg nieder und betätigte sich fortan in der Basketball-Jugendarbeit.
Im Oktober 2018 wurde Paulding als Botschafter des Vereins Trauerland – Zentrum für trauernde Kinder und Jugendliche e. V. tätig. In Oldenburg wurde im Juni 2025 eine neuerbaute Dreifeldhalle nach Paulding benannt.